# 207 (число)
Вижте пояснителната страница за други значения на 207.
207 (двеста и седем) е естествено, цяло число, следващо 206 и предхождащо 208.
Двеста и седем с арабски цифри се записва „207“, а с римски цифри – „CCVII“. Числото 207 е съставено от три цифри от позиционните бройни системи – 2 (две), 0 (нула), 7 (седем).

## Общи сведения
- 207 е нечетно число.
- 207-ият ден от годината е 26 юли.
- 207 е година от Новата ера.